# 太田朝敷

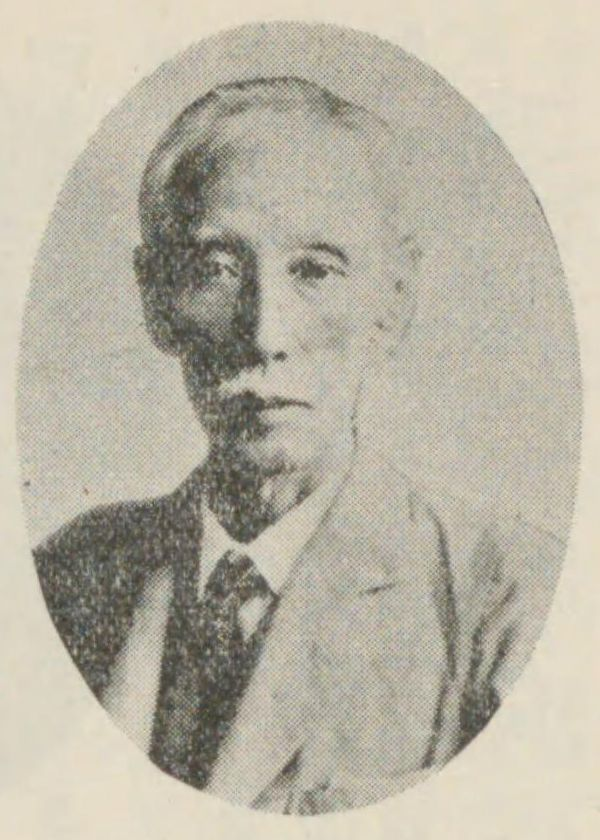
太田朝敷

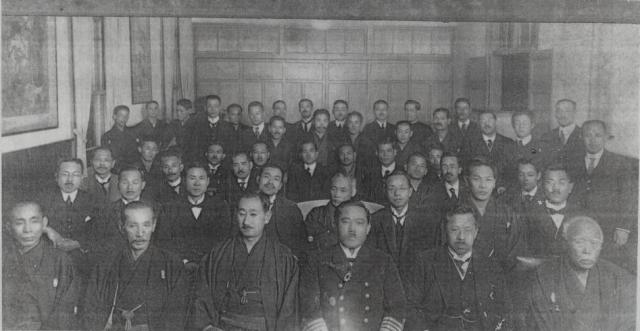
尚昌侯爵帰朝祝賀会。前列左2人目が太田、右隣は尚昌、その右隣は漢那憲和

太田 朝敷（おおた ちょうふ、1865年5月2日（尚泰18年4月8日）- 1938年（昭和13年）11月25日）は、沖縄の新聞人、政治家。慶應義塾で福沢諭吉の薫陶を受ける。琉球新報(戦前)の設立に参画し、のちに社長となる。また言論人としては沖縄県の本土への同化を強く唱えた。著書に『沖縄県政五十年』など。

## 来歴
- 1865年5月2日 - 首里に生まれる。
- 1882年 - 第1回県費留学生として高嶺朝教、謝花昇らと上京。学習院を経て慶應義塾で学ぶ。
- 1893年 - 琉球新報（旧）の設立に参加。
- 1929年 - 琉球新報（旧）の社長に就任[3]。また首里市長に選任される。
- 1938年11月25日 - 死去。

## 同化主義的言論
太田は日清戦争で親中派の頑固党に対し、親日的開化党の立場で論陣を張り、その後、一貫して沖縄の本土への同化を強く訴えた。
太田は1900年の講演で「沖縄今日の急務は何であるかと云へば、一から十まで他府県に似せることであります。極端にいへば、クシャミすることまで他府県の通りにすると云う事であります」と極端な同化主義を唱えている。

## 人類館事件への対応
1903年、大阪で開かれた第五回内国勧業博覧会の際、その周辺で「学術人類館」という見世物小屋が建てられ、琉球女性がアイヌ、台湾人、朝鮮人、中国人、インド人、ハワイ人などとともに「陳列」される事件が起こった。これに対し、朝鮮や中国の留学生が抗議の声をあげ、太田も琉球新報紙上で「隣国の対面を辱めるものである」と批判したが、一方で「琉球民族が生蕃（台湾高山族）やアイヌと同一視され、これ以上の侮辱はない」と差別意識丸出しの論評を行なった。

## 記念切手のモデル
琉球郵便の1953年10月1日発行の新聞週間記念切手に太田の肖像があしらわれている。デザインは洋画家・大城皓也。

## 関連文献
- 石田正治「大田朝敷における愛郷主義とナショナリズム（二）」『法政研究』第66巻第4号、九州大学法政学会、2000年3月、69-124頁、CRID 1390572174708239616、doi:10.15017/2181、hdl:2324/2181、ISSN 03872882。
- 石田正治「大田朝敷における愛郷主義とナショナリズム（三・完）」『法政研究』第67巻第1号、九州大学法政学会、2000年8月、93-143頁、CRID 1390853649684925696、doi:10.15017/2194、hdl:2324/2181、ISSN 03872882。
- 石田正治「沖縄における近代化の希求 : 太田朝敷の論説を中心として」『法政研究』第64巻第1号、九州大学法政学会、1997年7月、21-100頁、CRID 1390290699731780864、doi:10.15017/2079、hdl:2324/2079、ISSN 03872882。
- 石田正治「沖縄ジャーナリズムの源流・太田朝敷を語る」 (PDF) 『月刊・琉球フォーラム』第145号、2005年。
- 比屋根照夫・伊佐眞一編集、琉球新報監修『太田朝敷選集 全3冊』第一書房、1993-1996。ISBN 978-4-8042-0063-7。 ISBN 978-4-8042-0101-6 ISBN 978-4-8042-0104-7
- 石田正治『沖縄の言論人 大田朝敷―その愛郷主義とナショナリズム』彩流社、2001年。ISBN 4-88202-726-7。